# 古廷區
古廷區（英語：Quthing District）是萊索托南部的一個區。面積2,916平方公里。根據2006年人口普查統計，人口為119,811人。首府古廷。